# Bupalus piniarius
Bupalus piniarius är en fjärilsart. Bupalus piniarius ingår i släktet Bupalus och familjen mätare. Inga underarter finns listade i Catalogue of Life.

## Bildgalleri

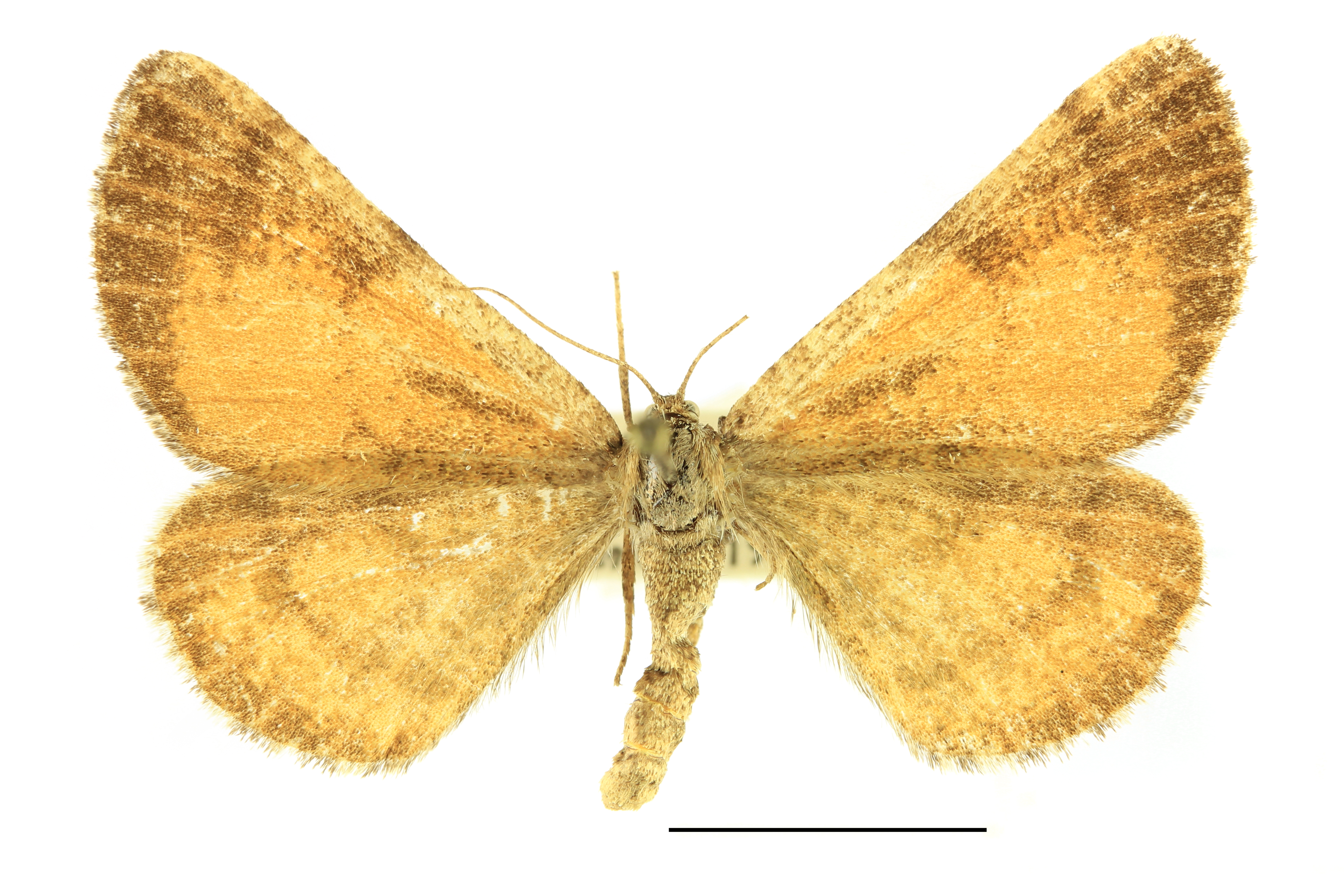
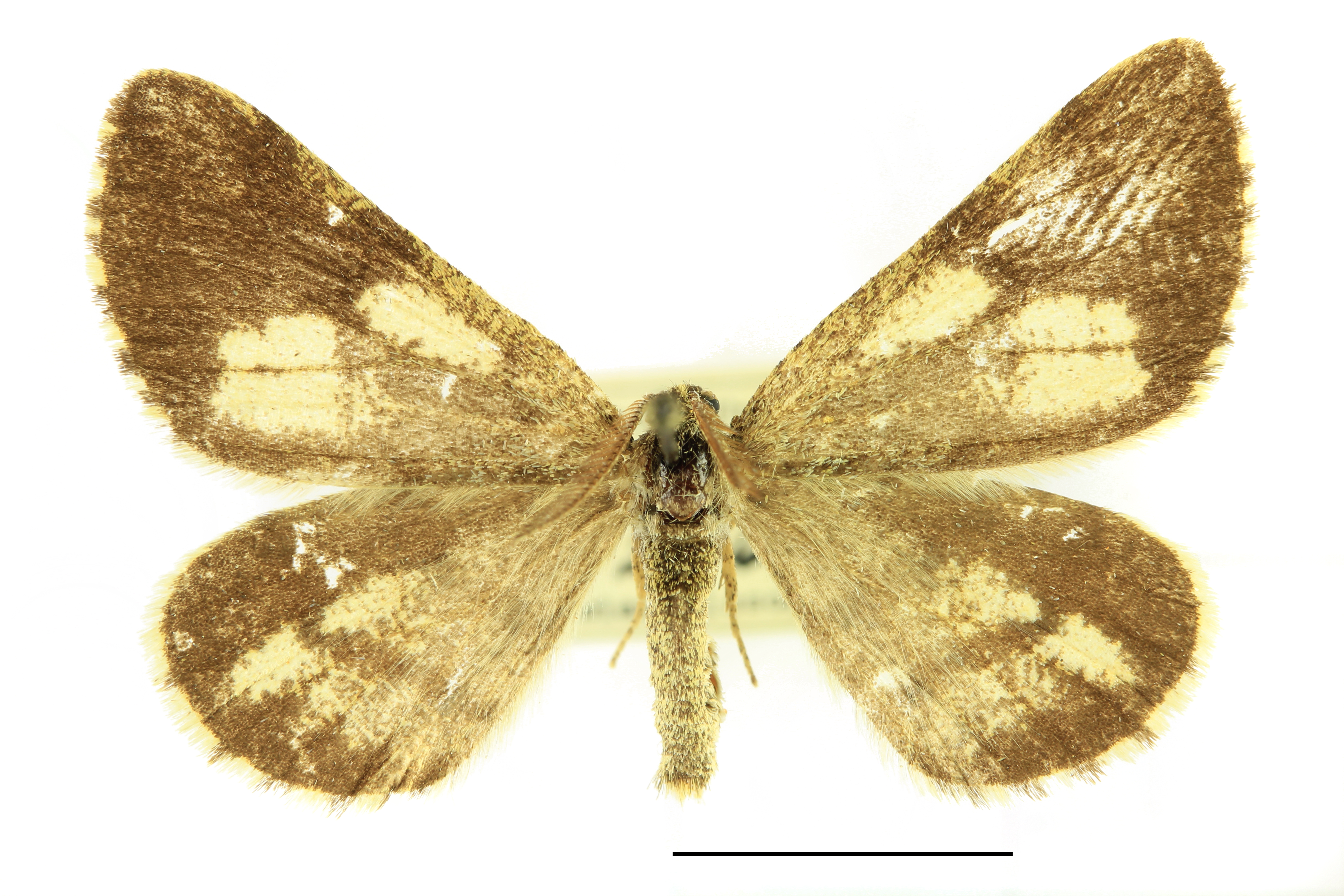